# Сарачевка
Сарачевка (рос. Сарачевка) — присілок у Мошковському районі Новосибірської області Російської Федерації.
Входить до складу муніципального утворення Ташарінська сільрада. Населення становить 165 осіб (2010).

## Історія
Згідно із законом від 2 червня 2004 року органом місцевого самоврядування є Ташарінська сільрада.

## Населення
| 2002 | 2007 | 2010 |
| ---- | ---- | ---- |
| 209  | ↗221 | ↘165 |